# Pirinska Bistrica
Pirinska Bistrica (bułg. Пиринска Бистрица) – rzeka w południowo-zachodniej Bułgarii, lewy dopływ Strumy w zlewisku Morza Egejskiego.
Pirinska Bistrica powstaje z połączenia kilku potoków w centralnej części łańcucha górskiego Piryn. Głęboką doliną płynie przez te góry na południowy wschód, potem skręca na południowy zachód i uchodzi do Strumy koło wsi Kulata.